# Sporting Kampenhout
Sporting Kampenhout is een Belgische voetbalclub uit Kampenhout. De club is aangesloten bij de KBVB met stamnummer 2615 en heeft geel en blauw als kleuren. De club ontstond in 2017 na een fusie van SK Kampenhout met SK Kampelaar.

## Geschiedenis
SK Kampenhout werd opgericht in het voorjaar van 1938 en sloot zich aan bij de Belgische Voetbalbond. De volgende halve eeuw bleef men in de provinciale reeksen spelen. Meestal speelde men in de lagere provinciale reeksen, met de periode 1964-1968 als beste periode in Tweede Provinciale. In 1979/80 kende de club een dieptepunt, toen men zakte naar Vierde Provinciale, het allerlaagste niveau, waar men tot 1982 bleef.
Eind jaren 80 maakte Kampenhout een snelle opgang. In 1987 strandde men in Derde Provinciale nog op een tweede plaats, maar in 1988 kende men wel succes. Kampenhout werd er kampioen en promoveerde naar Tweede Provinciale. Daar werd men in 1989 meteen ook kampioen en zo bereikte men voor het eerst Eerste Provinciale. Ook op het hoogste provinciale niveau wist men zich te handhaven. In 1989/90 kende men echter vooral succes in de Beker van België. Men schakelde er toenmalige tweedeklasser RC Harelbeke uit en mocht naar de 1/32ste finale tegen de toenmalige Europese topper KV Mechelen. Twee seizoenen later kende men ook in de competitie succes. Kampenhout werd tweede, mocht naar de eindronde, en won die. In 1992 stootte men zo voor het eerst door naar de nationale reeksen.
Kampenhout wist zich daar een paar jaar te handhaven in Vierde Klasse. In 1995 eindigde men er echter als op twee na laatste en na drie jaar degradeerde men weer naar Eerste Provinciale.
Het eerste jaar in Eerste Provinciale haalde men nog een tweede plaats, maar de volgende jaren zakte men er wat af in de middenmoot. Bij het begin van de 21ste eeuw kwam de heropleving en in 2004 werd Kamphout opnieuw kampioen in Eerste Provinciale. Na tien jaar keerde de club zo terug naar Vierde Klasse. Na drie seizoenen volgde opnieuw een degradatie maar in 2011 werd de promotie naar Vierde klasse terug afgedwongen.
In 2017 besloot SK Kampenhout te funsioneren met SK Kampelaar. De nieuwe fusieclub ging Sporting Kampenhout heten.

## Resultaten
| Seizoen                                                     | Klasse | Klasse | Klasse | Klasse | Klasse | Klasse | Klasse | Klasse | Klasse | Reeks                                                    | Punten                                                   | Opmerkingen                                              |
|                                                             | I      | I      | II     | III    | IV     | P.I    | P.II   | P.III  | P.IV   |                                                          |                                                          |                                                          |
| ----------------------------------------------------------- | ------ | ------ | ------ | ------ | ------ | ------ | ------ | ------ | ------ | -------------------------------------------------------- | -------------------------------------------------------- | -------------------------------------------------------- |
| 2003/04                                                     |        |        |        |        |        | 1      |        |        |        | Eerste prov. Brabant                                     |                                                          |                                                          |
| 2004/05                                                     |        |        |        |        | 9      |        |        |        |        | Vierde klasse C                                          | 40                                                       |                                                          |
| 2005/06                                                     |        |        |        |        | 11     |        |        |        |        | Vierde klasse B                                          | 38                                                       |                                                          |
| 2006/07                                                     |        |        |        |        | 15     |        |        |        |        | Vierde klasse B                                          | 29                                                       |                                                          |
| 2007/08                                                     |        |        |        |        |        | 4      |        |        |        | Eerste prov. Brabant                                     | 53                                                       |                                                          |
| 2008/09                                                     |        |        |        |        |        | 11     |        |        |        | Eerste prov. Brabant                                     | 36                                                       |                                                          |
| 2009/10                                                     |        |        |        |        |        | 6      |        |        |        | Eerste prov. Brabant                                     | 46                                                       |                                                          |
| 2010/11                                                     |        |        |        |        |        | 1      |        |        |        | Eerste prov. Brabant                                     | 59                                                       |                                                          |
| 2011/12                                                     |        |        |        |        | 11     |        |        |        |        | Vierde klasse B                                          | 33                                                       |                                                          |
| 2012/13                                                     |        |        |        |        | 14     |        |        |        |        | Vierde klasse B                                          | 26                                                       |                                                          |
| 2013/14                                                     |        |        |        |        |        | 13     |        |        |        | Eerste prov. Brabant                                     | 35                                                       |                                                          |
| 2014/15                                                     |        |        |        |        |        |        | 3      |        |        | Tweede prov. Brabant A                                   | 54                                                       |                                                          |
| 2015/16                                                     |        |        |        |        |        |        | 1      |        |        | Tweede prov. Brabant A                                   | 66                                                       |                                                          |
|                                                             | 1A     | 1B     | 1Am    | 2Am    | 3Am    | P.I    | P.II   | P.III  | P.IV   | Vanaf 2016-17 zijn er 3 nationale en 2 regionale niveaus | Vanaf 2016-17 zijn er 3 nationale en 2 regionale niveaus | Vanaf 2016-17 zijn er 3 nationale en 2 regionale niveaus |
| 2016/17                                                     |        |        |        |        |        | 1      |        |        |        | Eerste prov. Brabant                                     | 62                                                       |                                                          |
| fusie met SK Kampelaar om zo Sporting Kampenhout te vormen. |        |        |        |        |        |        |        |        |        |                                                          |                                                          |                                                          |
| 2017/18                                                     |        |        |        |        | 11     |        |        |        |        | Derde klasse Am. VV B                                    | 38                                                       |                                                          |
| 2018/19                                                     |        |        |        |        | 15     |        |        |        |        | Derde klasse Am. VV A                                    | 25                                                       |                                                          |
| 2019/20                                                     |        |        |        |        |        | 3      |        |        |        | Eerste prov. Brabant                                     | 49                                                       |                                                          |
| 2020/21                                                     |        |        |        |        |        | -      |        |        |        | Eerste prov. Brabant                                     | -                                                        | Competitie geschrapt wegens Covid-19                     |
| 2021/22                                                     |        |        |        |        |        | 1      |        |        |        | Eerste prov. Brabant                                     | 68                                                       | Kampioen                                                 |
| 2022/23                                                     |        |        |        |        | 14     |        |        |        |        | Derde afdeling VV B                                      | 27                                                       | Degradatie                                               |
| 2023/24                                                     |        |        |        |        |        | 16     |        |        |        | Eerste prov. Brabant                                     | 18                                                       | Degradatie                                               |
| 2024/25                                                     |        |        |        |        |        |        | 1      |        |        | Tweede prov. Brab. B                                     | 72                                                       | Kampioen                                                 |
| 2025/26                                                     |        |        |        |        |        |        |        |        |        | Eerste prov. Brabant                                     |                                                          |                                                          |